# 조수정
조수정(1984년 2월 11일 ~)은 대한민국의 영화배우다.

## 방송
- 슈퍼모델 선발대회 (2002) -  우정상
- ETN 데스노트 (2008)
- 여행쇼 일상탈출
- 엘리트 스쿨리그
- 더 시크릿 (2009)

## 영화
- 본아베띠 (2009) - 주연
- 집행자 (2009) - 세라 역
- 용서는 없다 (2010) - 오은아 역
- 이웃집 남자 (2010) - 문영 역
- 파괴된 사나이 (2010) - 룸살롱 아가씨 역
- 그 여자 그 남자의 속사정 (2013) - 수정 역
- 덫: 치명적인 유혹 (2015) - 주영 역

## 공연
- 나는 야한 여자가 좋다 (2010)
- 와이 낫 (Why not?) (2011)

## CF
- 하나로통신
- 비겐크림톤